# 安藤正珍
安藤 正珍（あんどう まさよし）は、江戸時代前期の旗本。通称は次右衛門。阿久和安藤家3代。

## 経歴
安藤正次の子として誕生。
父が元和元年（1615年）の大坂夏の陣で深傷を負い自刃し、家督を継ぐ。同年、領地の阿久和に観音寺を創建した。小姓組より徒頭を務め、槍奉行および諸国巡視役となる。寛永10年（1633年）に宇治採茶使を神尾守勝、近藤用行、朽木友綱と務める。同年の知行は2540石となる。鍵屋の辻の決闘で荒木又右衛門に殺害された河合又五郎を江戸屋敷で匿ったとされている。幕府の裁定は喧嘩両成敗となり、久世広当、阿倍正之と共に寛永寺へ百日間の寺入りを命ぜられた。
墓所は横浜市瀬谷区阿久和にある通称・お墓山。

## 系譜
- 父：安藤正次（1565-1615）
- 母：不詳
- 室：椋原政長（近江彦根藩家臣）の娘
  - 男子：安藤正程
  - 男子：安藤次種
- 生母不明の子女
  - 女子：大田吉次室
  - 男子：岩之助
  - 女子：鳥居忠春室
  - 女子：本郷長泰室
  - 男子：安藤珍辰
  - 女子：長崎元義室
  - 女子：滝川征盛室
  - 女子：堀忠重室
  - 女子：榊原職房室
  - 男子：安藤次行